# Alpine A310
De Alpine A310 (ook bekend als de Alpine Renault A310 of Renault Alpine A310) is een sportwagen van de Franse autofabrikant Alpine die werd geproduceerd van 1971 tot 1985.

## Historiek
De A310 was het laatste Alpine-model dat ontwikkeld werd door de oprichter van het bedrijf, Jean Rédélé, voordat hij het Alpine-merk volledig verkocht aan Renault. Door deze verkoop werden de wagens van het merk Alpine onder de dubbele merknaam Alpine Renault en later in de jaren tachtig Renault Alpine op de markt gebracht.
Het ontwerp van de A310 gaat terug naar de Britse ontwerper Trevor Fiore die sinds eind jaren zestig voor Carrozzeria Fissore werkte, waar onder meer de carrosserieën voor de Zwitserse autofabrikant Monteverdi geproduceerd werden. Er wordt aangenomen dat Peter Monteverdi, eigenaar van het bedrijf uit Bazel, het ontwerp van Fiore heeft overgenomen voor zijn eigen sportwagen, de Monteverdi Hai 450.
De A110 Berlinette wordt beschouwd als de voorloper van de A310, alhoewel beide tot eind 1977 in parallel aangeboden werden. De opvolgers van de A310 zijn de Alpine V6 GT en de Alpine V6 Turbo.
In 1989 wijzigde moederbedrijf Renault zijn strategie om het merk Alpine opnieuw op de markt te brengen en schrapte de dubbele merknaam "Renault Alpine" als verkoopsnaam.

## Eerste generatie (1971-1976)
De eerste generatie van de A310 werd voorgesteld op het Autosalon van Genève in 1971. De wagen had een viercilindermotor en zes koplampen. Vroege modellen hadden luchtinlaten bij de voorruit bovenop de spatborden. Bij latere viercilinderauto's bevonden de luchtinlaten zich dichter bij de voorkant van de auto.
Aanvankelijk werd de wagen aangedreven door een 1605 cc vier-in-lijnmotor uit de 17TS die 93 kW (127 pk) produceerde door toepassing van twee tweevoudige carburateurs van Weber. Om de teruglopende verkoop te stimuleren werd in 1976 de goedkopere A310 SX uitgebracht met een vereenvoudigde uitrusting en met de 70 kw (95 pk) sterke 1647 cc vier-in-lijnmotor uit de Renault 16/17.
De A310 gebruikte een chassis op basis van stalen buizen met daarop een uit één stuk gegoten kunststof carrosserie die met glasvezel versterkt was. Het ontwerp van de carrosserie werd verbeterd in de windtunnel, wat er onder meer toe leidde dat de koplampen achter een glazen kap gemonteerd werden om de luchtweerstand te verminderen.
Aanvankelijk had de wagen ook een lamellaire afdekking achteraan. De Franse regelgevende instanties keurden het gebruik ervan echter af omdat het zicht naar achteren te veel zou belemmerd worden. Daarom werd deze afdekking in 1973 vervangen door een schuine achterruit. De afdekking was wel nog steeds als optie leverbaar.
De motor, die in de lengterichting achteraan gemonteerd was, werd gekoppeld aan een handgeschakelde vijfversnellingsbak. De rijpositie was laag en sportief, hoewel de voorste wielkasten de voetruimte van de inzittenden enigszins beperkten.
De wagen werd net als de vorige A110 volledig met de hand gebouwd. Door de samenwerking met Renault gebruikte de A310 veel onderdelen van Renault, het stuurhuis daarentegen was afkomstig van de Peugeot 504 en de richtingaanwijzers van de Simca 1301.

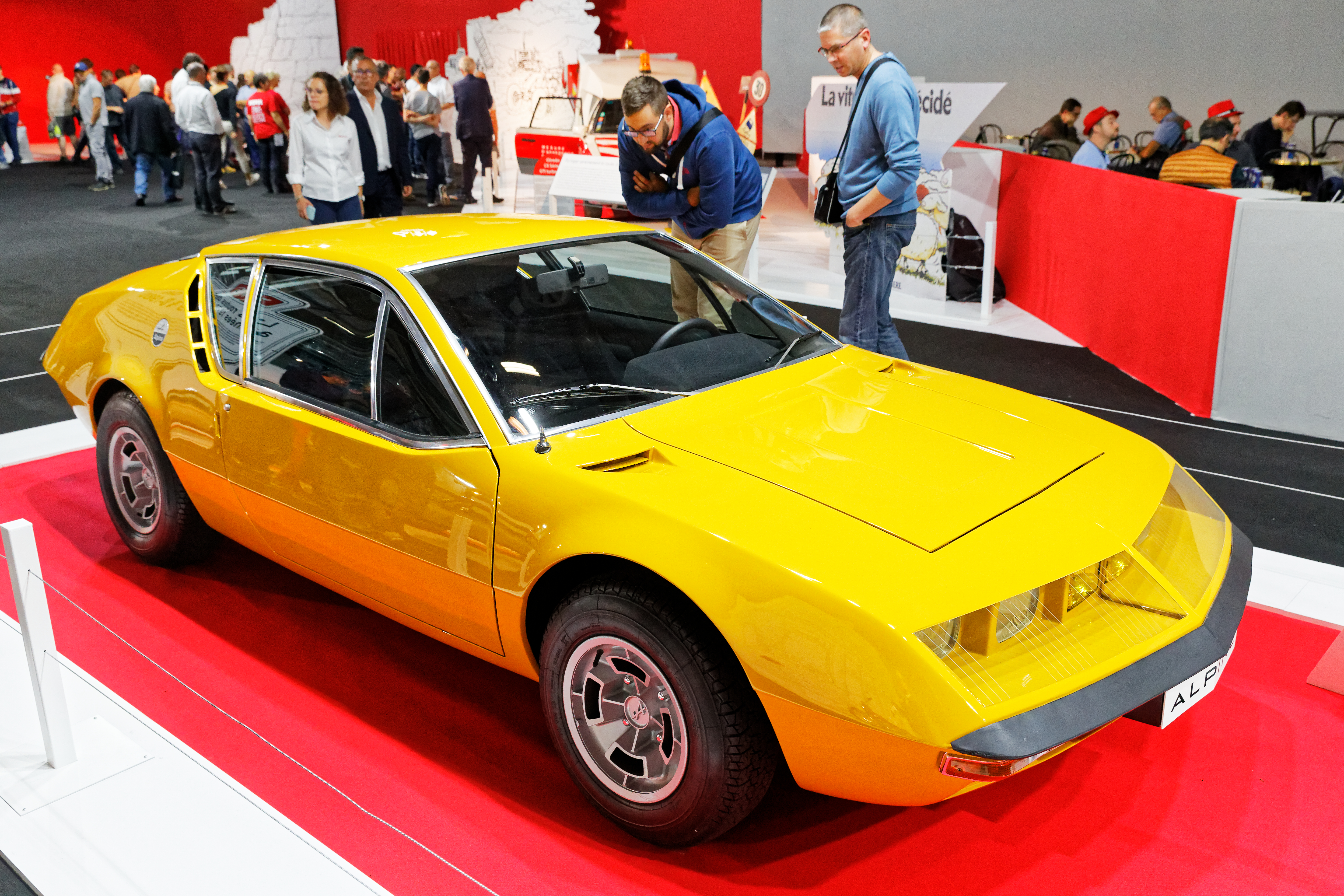
A310 met zes koplampen achter een glazen kap en luchtinlaten op de spatborden bij de voorruit
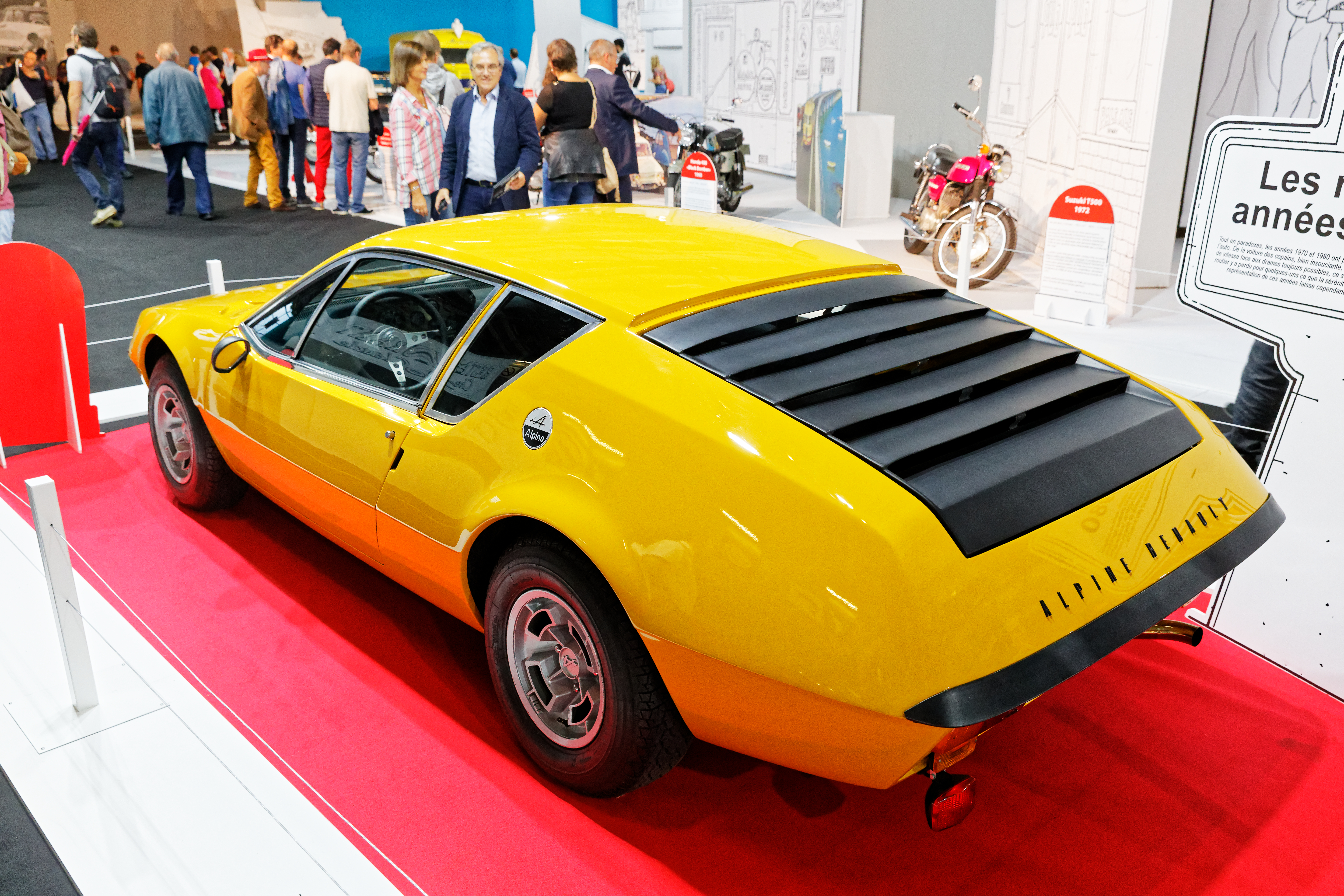
achteraanzicht van de A310 met de lamellaire afdekking
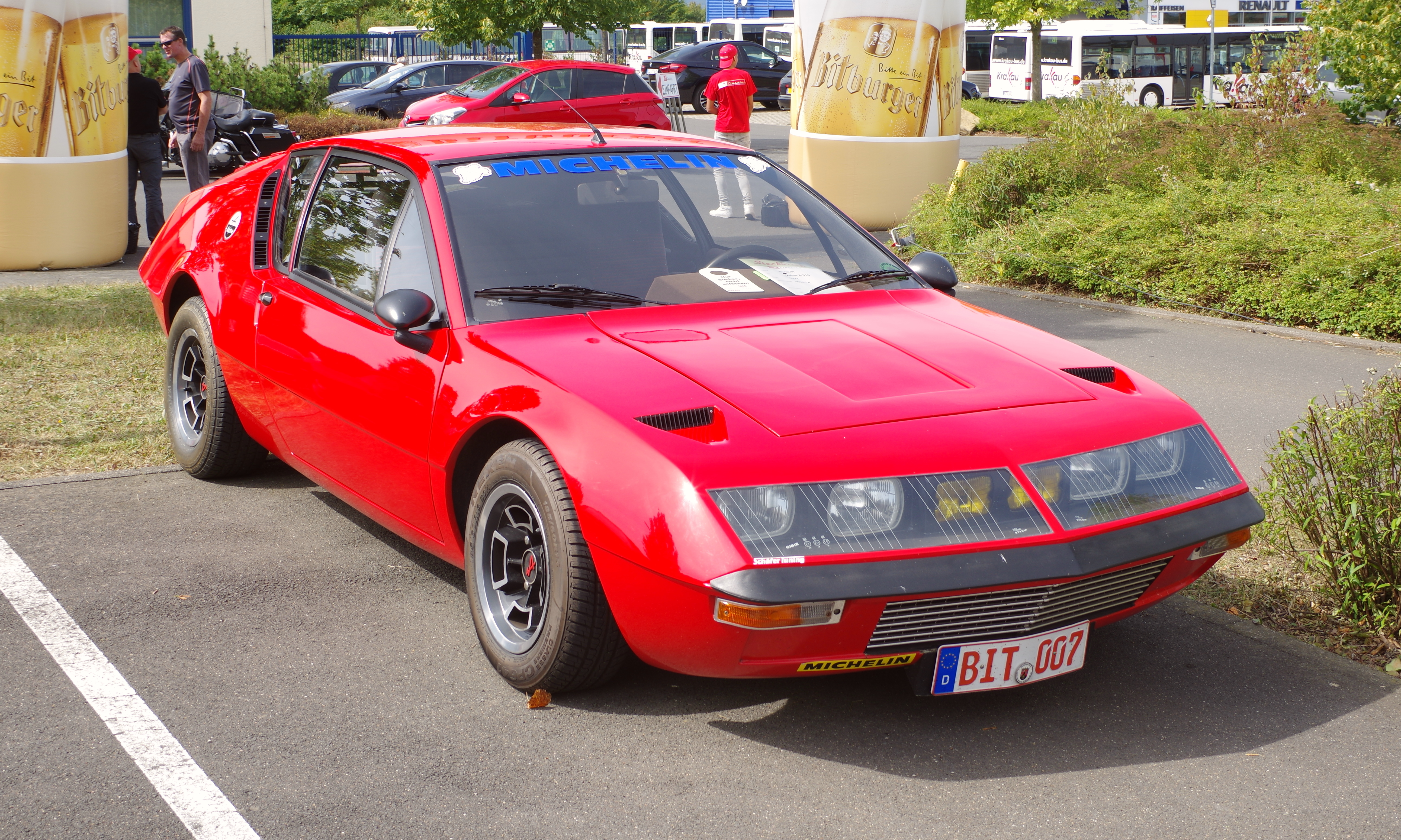
A310 met luchtinlaten op de spatborden aan de voorkant van de auto
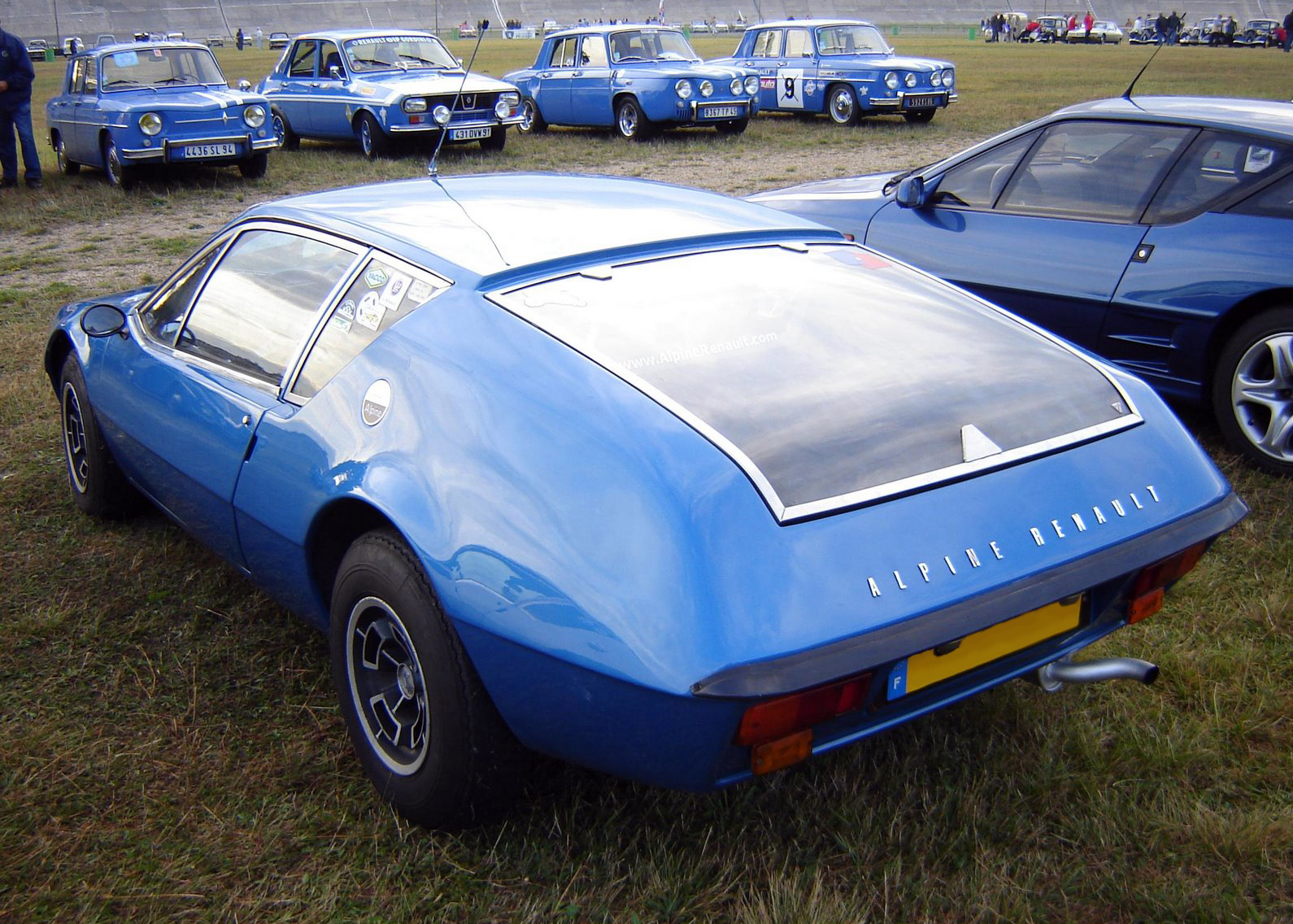
A310 met een schuine achterruit

## Tweede generatie (1976-1985)
In 1976 werd de A310 gerestyled door Robert Opron en uitgerust met de krachtigere en nieuw ontwikkelde V6 PRV-motor die ook gebruikt werd in sommige Renaults, Volvo's en Peugeots. De V6-motor leverde een motorvermogen van 110 kW (150 pk), goed voor een topsnelheid van 220 km/u. De rijeigenschappen van de A310 V6 waren vergelijkbaar met die van de toenmalige Porsche 911. De zwarte plastic achterspoiler van de A310 V6 hielp om de achterkant in bedwang te houden, maar deed enigszins afbreuk aan de zuivere lijnen van de eerste generatie.
De verkoop nam toe met meer dan een verdubbeling ten opzichte van de eerste generatie, maar nam daarna weer af naarmate de productie doorging zonder noemenswaardige updates. Desondanks was de A310 V6 het meest succesvolle model van Alpine in termen van verkoop en werd zelfs vaker verkocht dan de A110 Berlinette.

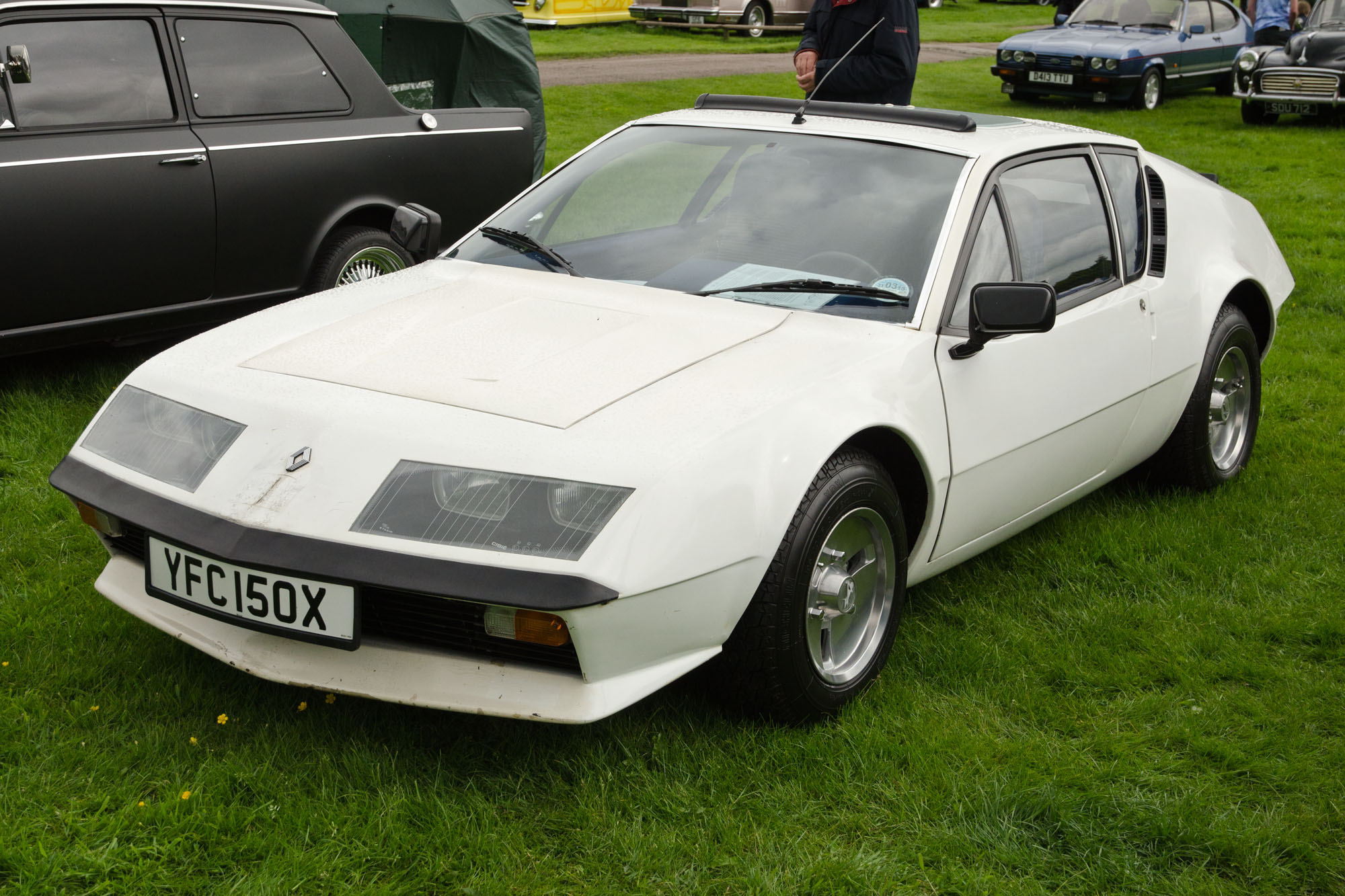
A310 V6 (1976–1980)
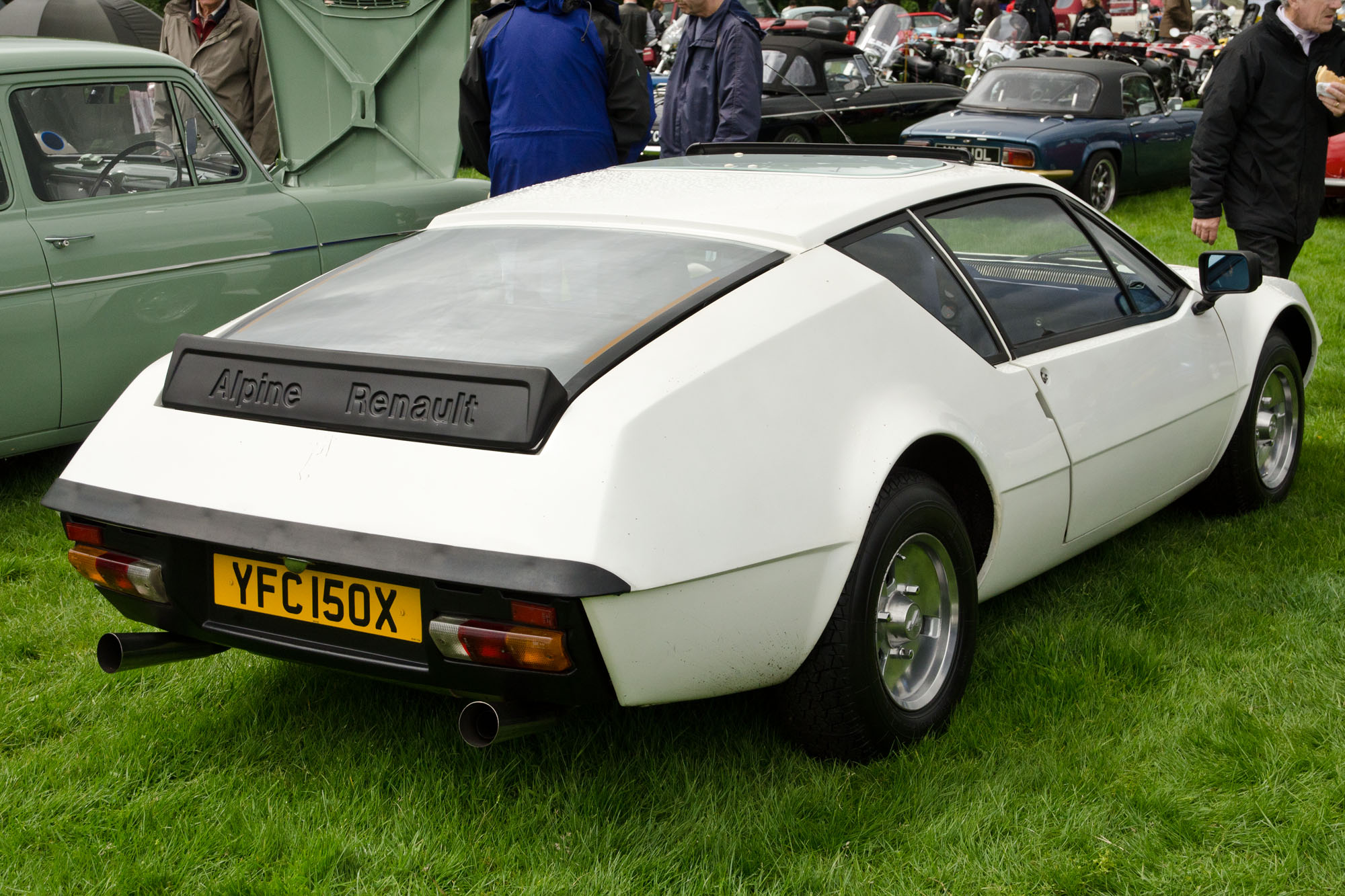
A310 V6 (1976–1980), achteraanzicht
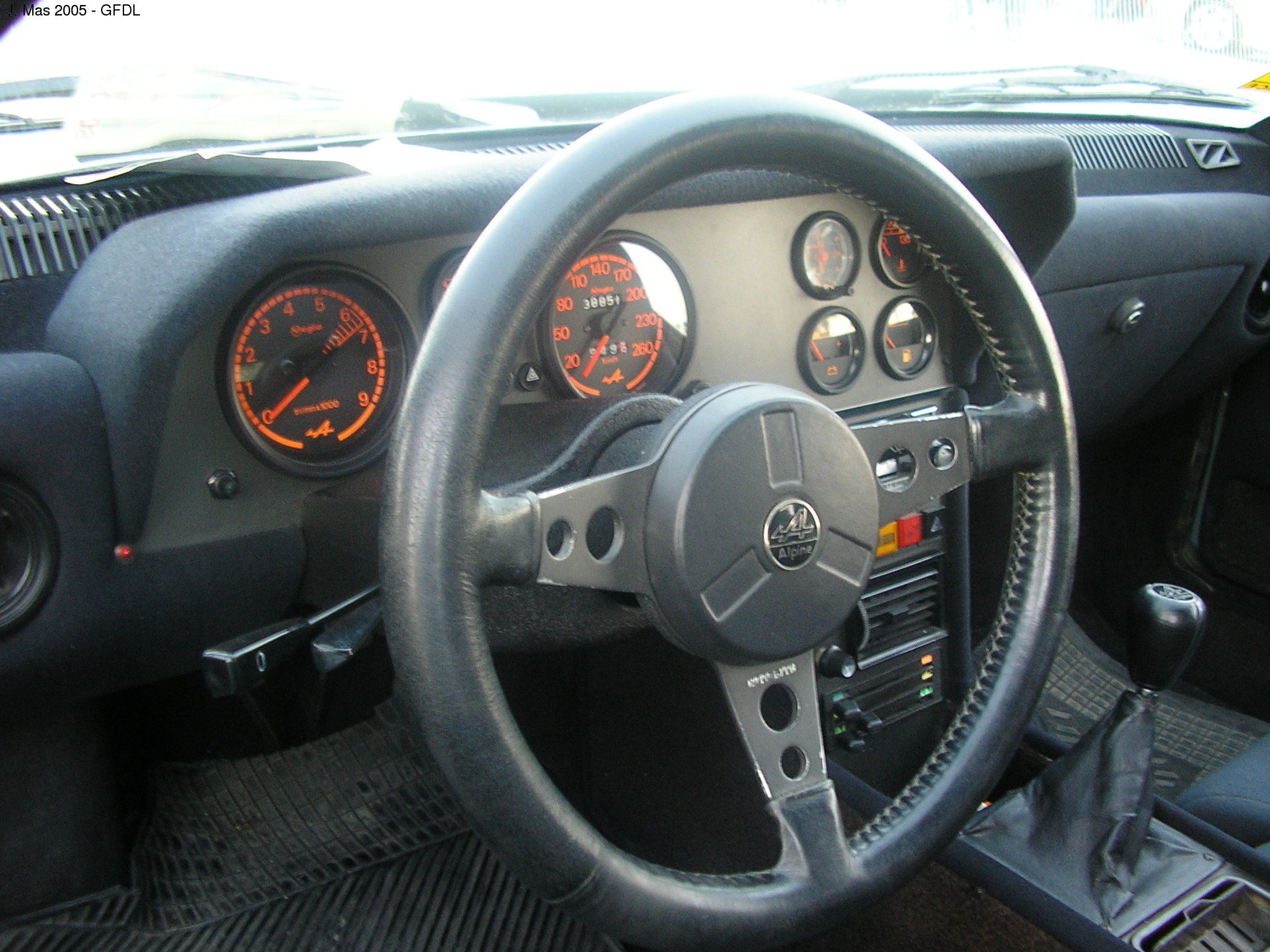
A310 V6, dashboard

Voor modeljaar 1981 kreeg de wagen een facelift, waarbij de smalle rubberen voor- en achterbumpers vervangen werden door grote plastic bumpers. Verder werden de driegatsvelgen vervangen door de viergats TRX-velgen van de Renault 5 Turbo. Ook de achterwielophanging werd voortaan gedeeld met de Renault 5 Turbo. Het dashboard kreeg een extra instrument en de topsnelheid werd opgetrokken tot 225 km/u.
Van 1983 tot 1985 werd een Pack GT aangeboden. De Alpine A310 V6 Pack GT was een verbrede versie, geïnspireerd op de Groep 4 A310 raceauto's, met verbrede wielkasten en grotere spoilers voor en achter. Aan de motor werd niets veranderd.
Een afgeleide van de Pack GT was de Kit Boulogne. De Alpine A310 V6 Kit Boulogne had een V6 PRV-motor die was vergroot tot 2,8 liter, op basis van een motor die in 1977 ontwikkeld werd voor de rallysport. De motor was uitgerust met twee drievoudige carburateurs van Weber en ontwikkelde 142 kW (193 pk), goed voor een topsnelheid van 235 km/u.

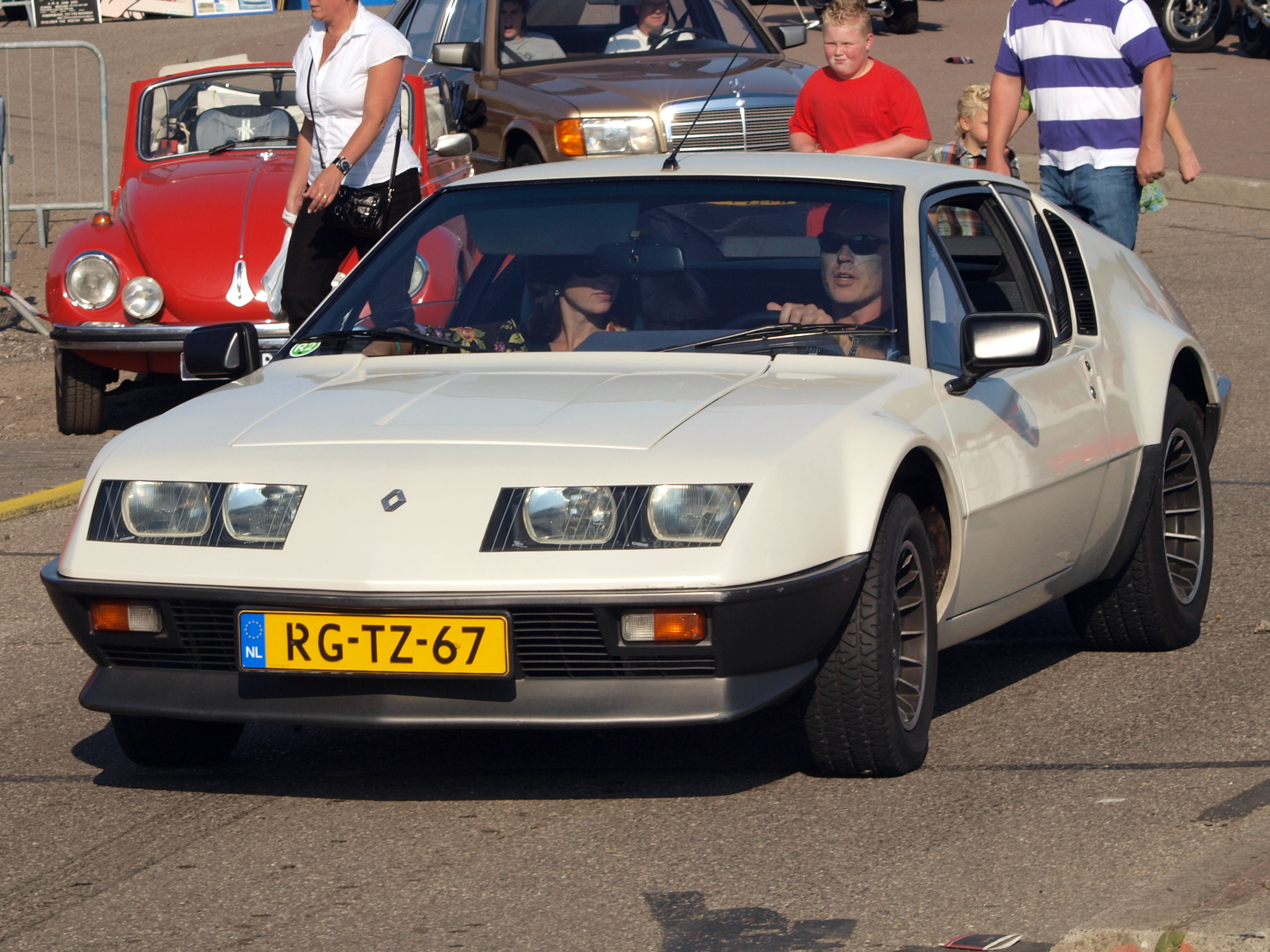
A310 V6 (1980–1985)
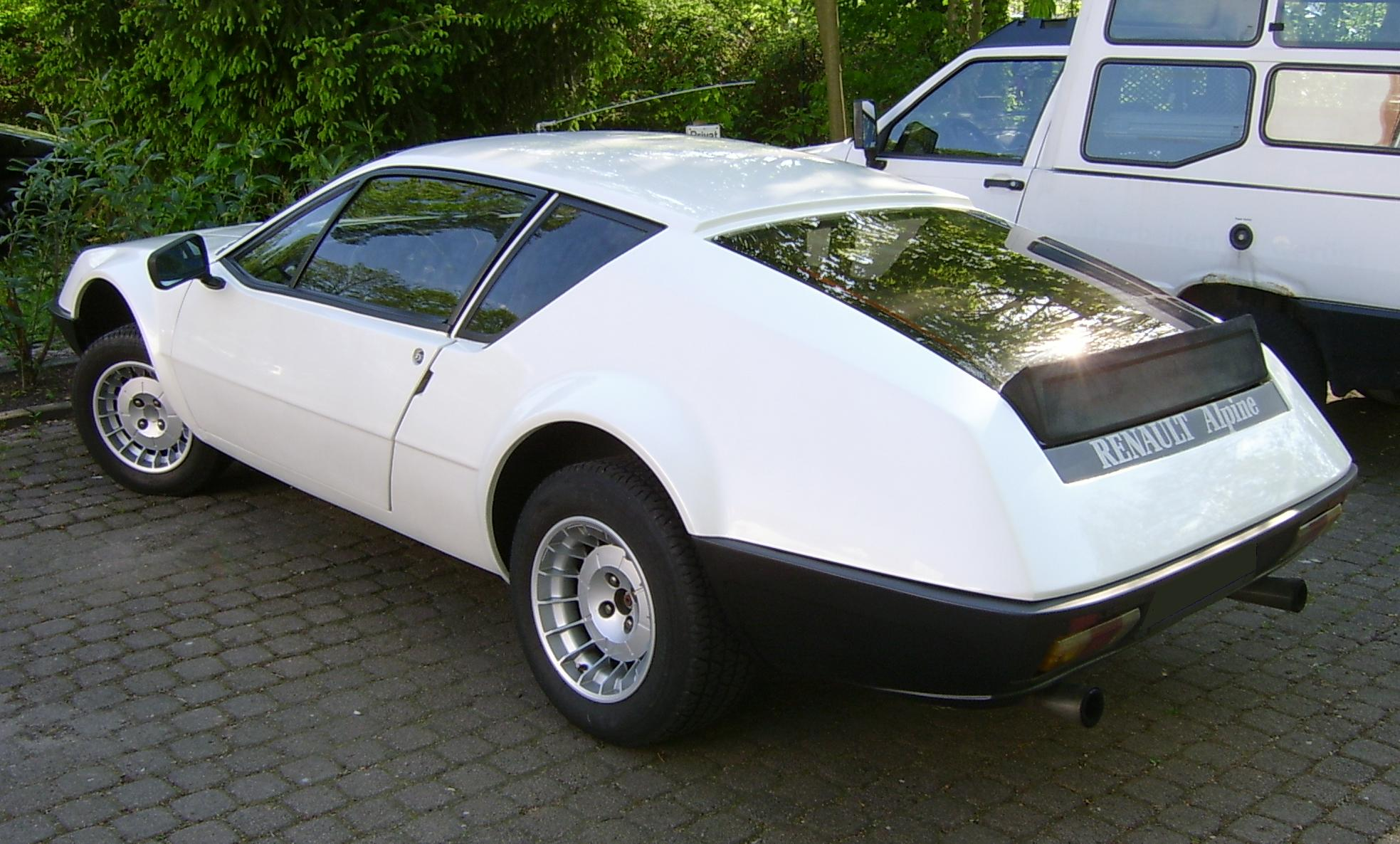
A310 V6 (1980-1985), achteraanzicht
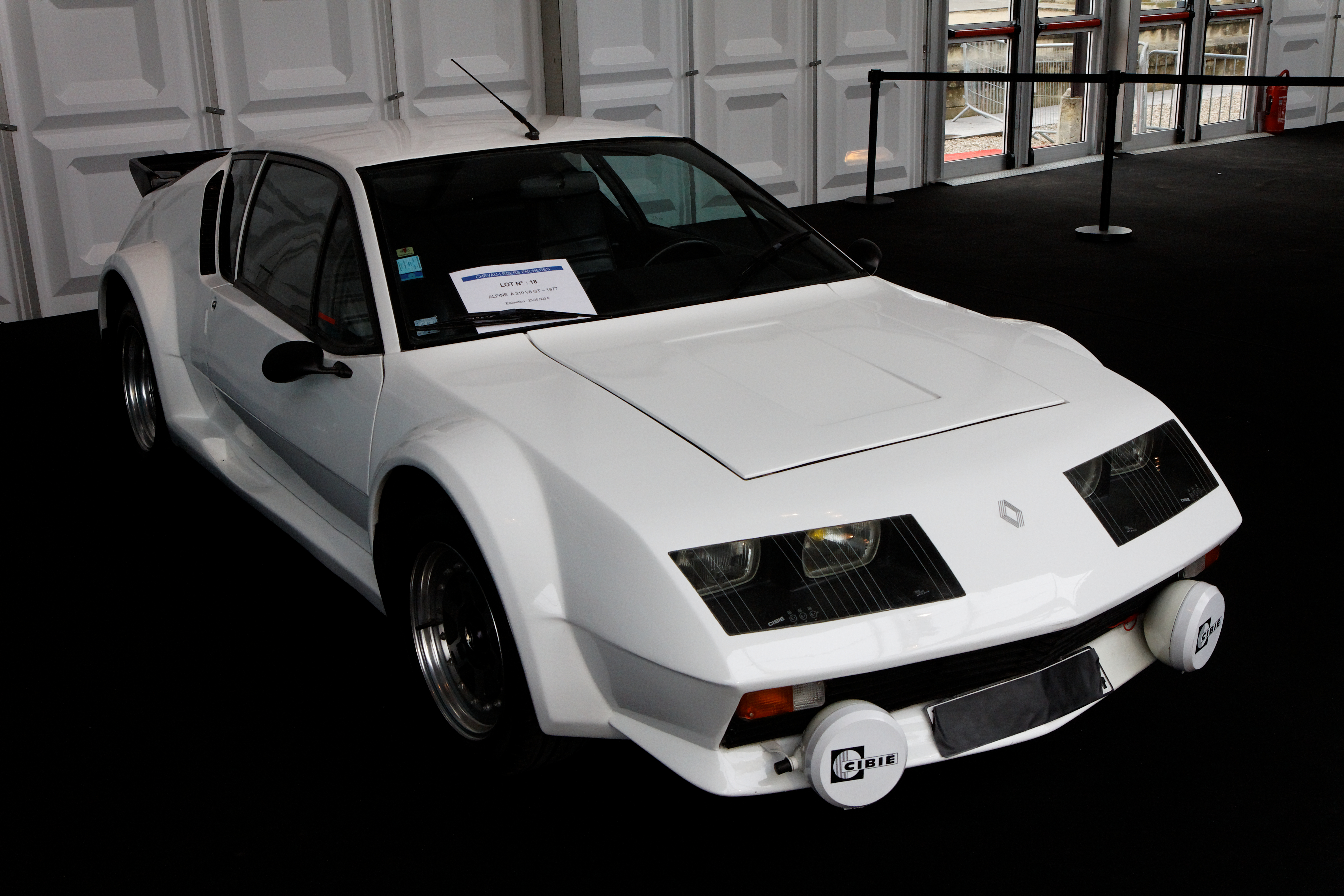
A310 V6 GT (1983-1985)